# Les vides de Cèlia
Les vides de Cèlia és una pel·lícula de coproducció hispano-mexicana de 2006 escrita, dirigida i produïda per Antonio Chavarrías. Ha estat doblada al català.

## Argument
Celia (Najwa Nimri) torna una nit a la seva casa desesperada amb intenció de suïcidar-se. Miguel Ángel (Luis Tosar) és un policia encarregat d'investigar un cas de violació i assassinat d'una noia...
La recerca li portarà a conèixer a Celia i a Agustín (Daniel Giménez Cacho), el seu marit.

## Repartiment
- Najwa Nimri - Celia
- Luis Tosar - Miguel Ángel
- Daniel Giménez Cacho - Agustín
- Àlex Casanovas - Ángela
- Aida Folch - Jaime
- Ximena Ayala - Melany
- Mentxu Romero - Carmen
- Nora Navas - Marta

## Recepció
Fou estrenada el 26 de setembre de 2006 en la selecció oficial del Festival Internacional de Cinema de Sant Sebastià 2006 i el desembre del mateix any també va competir per l'Étoile d'Or al Festival Internacional de Cinema de Marràqueix.